# 法蘭克·S·貝森上將級支援艦
法蘭克·S·貝森上將級後勤支援艦（logistics support vessel，LSV）是美國陸軍現役最大型的水上動力船艦，提升陸軍在全球部署的戰略運輸能力。該艦型起名源自陸軍首任美國陸軍裝備司令部司令小法蘭克·S·貝森上將。

## 發展
法蘭克·S·貝森上將級後勤支援艦設有艏艉跳板，並具備自行擱灘的能力，使其能夠在僅約1.2公尺深的水域中卸載816公噸的車輛與貨物，在戰區內作為滾裝船則可卸載1,814噸貨物。其貨艙甲板設計可承載美國陸軍現役的所有車輛，包括運輸15輛M1艾布蘭主力戰車或82個標準集裝箱。

## 相關型號

### 黒田利男級支援艦
黒田利男級支援艦是法蘭克·S·貝森上將級的升級子型號，該級共包括黒田利男號與其姊妹艦羅伯特·斯莫斯少將號。
黒田利男級主體設計與前級設計相似，然艦首採用流線型遮罩式設計，使其艦體加長42英尺（13）。該改動雖然運載能力並無提升，同為10,500平方英尺（980平方），但使黒田利男級具有更優秀的航海性能。其他改動包括增至6,000短噸（5,400公噸）的排水量，以及新增垃圾焚化爐以及能每日製造10,000美制加侖（38,000公升）的淡水處理器。

### 巴科洛德級支援艦
菲律賓海軍根據法蘭克·S·貝森上將級的設計進行一定程度的優化，設計出巴科洛德級支援艦，與法蘭克·S·貝森上將級的主要差異為巴科洛德級能夠進行直升機起降。

## 同級艦
| 艦名                  | 舷號  | 造船廠           | 服役       | 退役 | 現況 |
| --------------------- | ----- | ---------------- | ---------- | ---- | ---- |
| 法蘭克·S·貝森上將號   | LSV-1 | VT Halter Marine | 1987-09-19 | 尚未 | 現役 |
| 哈洛德·C·克林格准尉號 | LSV-2 | VT Halter Marine | 1987-12-18 | 尚未 | 現役 |
| 布里恩·B·薩默維爾號   | LSV-3 | VT Halter Marine | 1987-12-19 | 尚未 | 現役 |
| 威廉·B·邦克號         | LSV-4 | VT Halter Marine | 1988-03-18 | 尚未 | 現役 |
| 查爾斯·P·格羅斯號     | LSV-5 | VT Halter Marine | 1991-04-30 | 尚未 | 現役 |
| 詹姆士·A·盧克斯號     | LSV-6 | VT Halter Marine | 1994-09-30 | 尚未 | 現役 |
| 黒田利男號            | LSV-7 | VT Halter Marine | 2005-07-15 | 尚未 | 現役 |
| 羅伯特·史莫斯少將號   | LSV-8 | VT Halter Marine | 2007-09-15 | 尚未 | 現役 |

## 補充
1. ↑  致敬首任美國陸軍裝備司令部司令小法蘭克·S·貝森（英语：Frank S. Besson Jr.）上將
2. ↑  致敬因公殉職的致敬美國陸軍准尉哈洛德·C·克林格(英語：Harold C. Clinger)[4]
3. ↑  致敬美國陸軍後勤部隊（英语：Army Service Forces）司令布里恩·薩默維爾上將
4. ↑  致敬美國陸軍裝備司令部副司令威廉·B·邦克（英语：William B. Bunker）中將（英语：Lieutenant general (United States)）
5. ↑  致敬美國陸軍工兵部隊及美國運輸兵團（英语：Transportation Corps）領導人查爾斯·P·格羅斯（英语：Charles P. Gross）少將（英语：Major general (United States)）
6. ↑  致敬因在越戰犧牲並榮獲銀星勳章的詹姆士·A·盧克斯號(英語：USAV SP4 James A. Loux)上等兵[5]
7. ↑  致敬因在二戰犧牲並榮獲榮譽勳章的黒田 利男上士
8. ↑  致敬在南北戰爭時逃向美利堅合眾國的黑奴羅伯特·史莫斯（英语：Robert Smalls），並在戰後回到南卡羅來納州，擔任民兵團少將及政治家

## 外部連結
- Frank S Besson Class LSV Logistic Support Vessel （页面存档备份，存于）
- LSVs at globalsecurity.org （页面存档备份，存于）
- Photo gallery: Family tour aboard the LSV-7 Kuroda | The Honolulu Advertiser （页面存档备份，存于）
- LSV-8 USAV MG Roberts Smalls – a set on Flickr （页面存档备份，存于）

## 圖庫

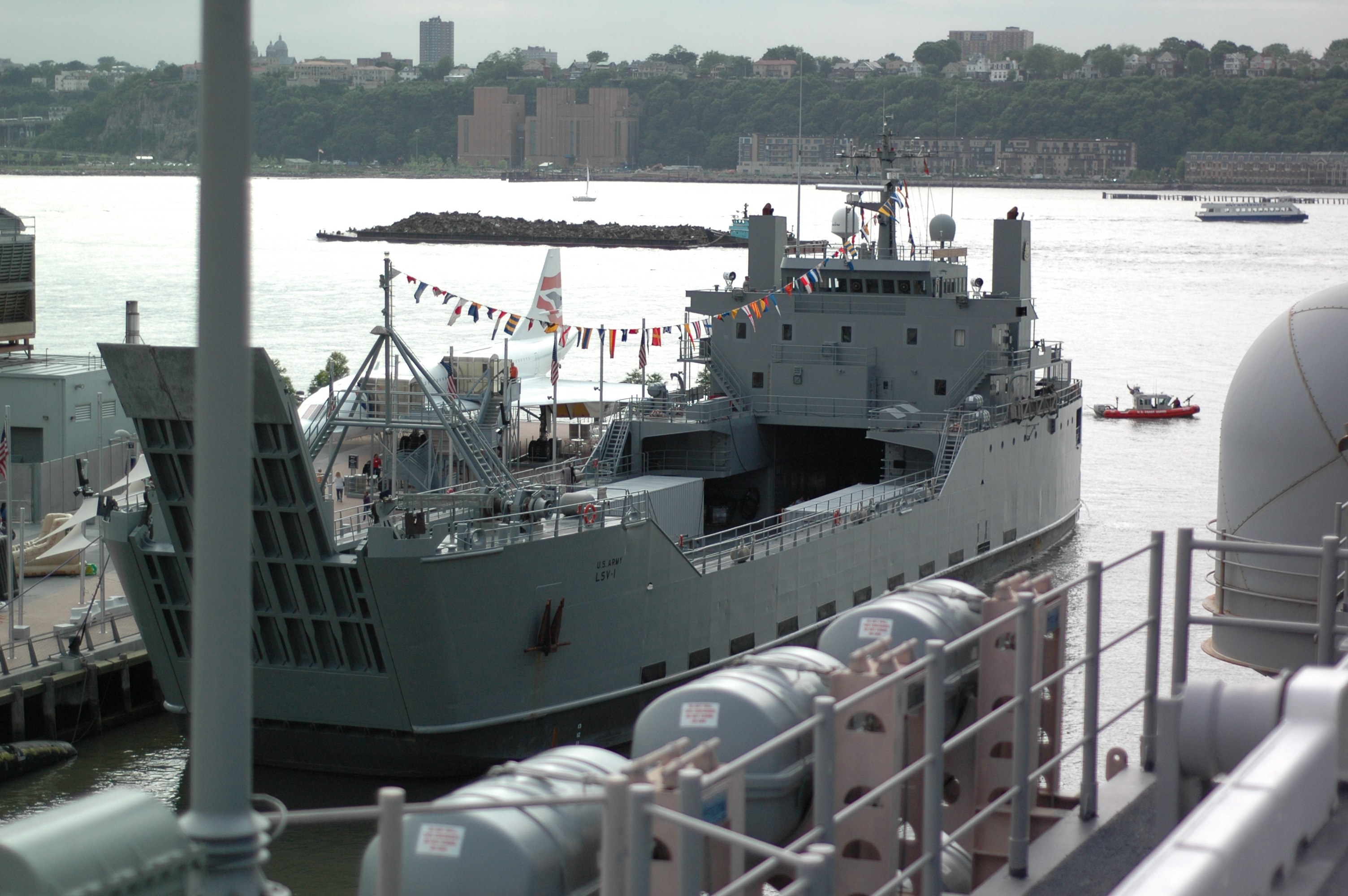
USAV General Frank S. Besson Jr (LSV-1) docked across from the “Intrepid”号CV-11 (6) in Manhattan during Fleet Week 2010.
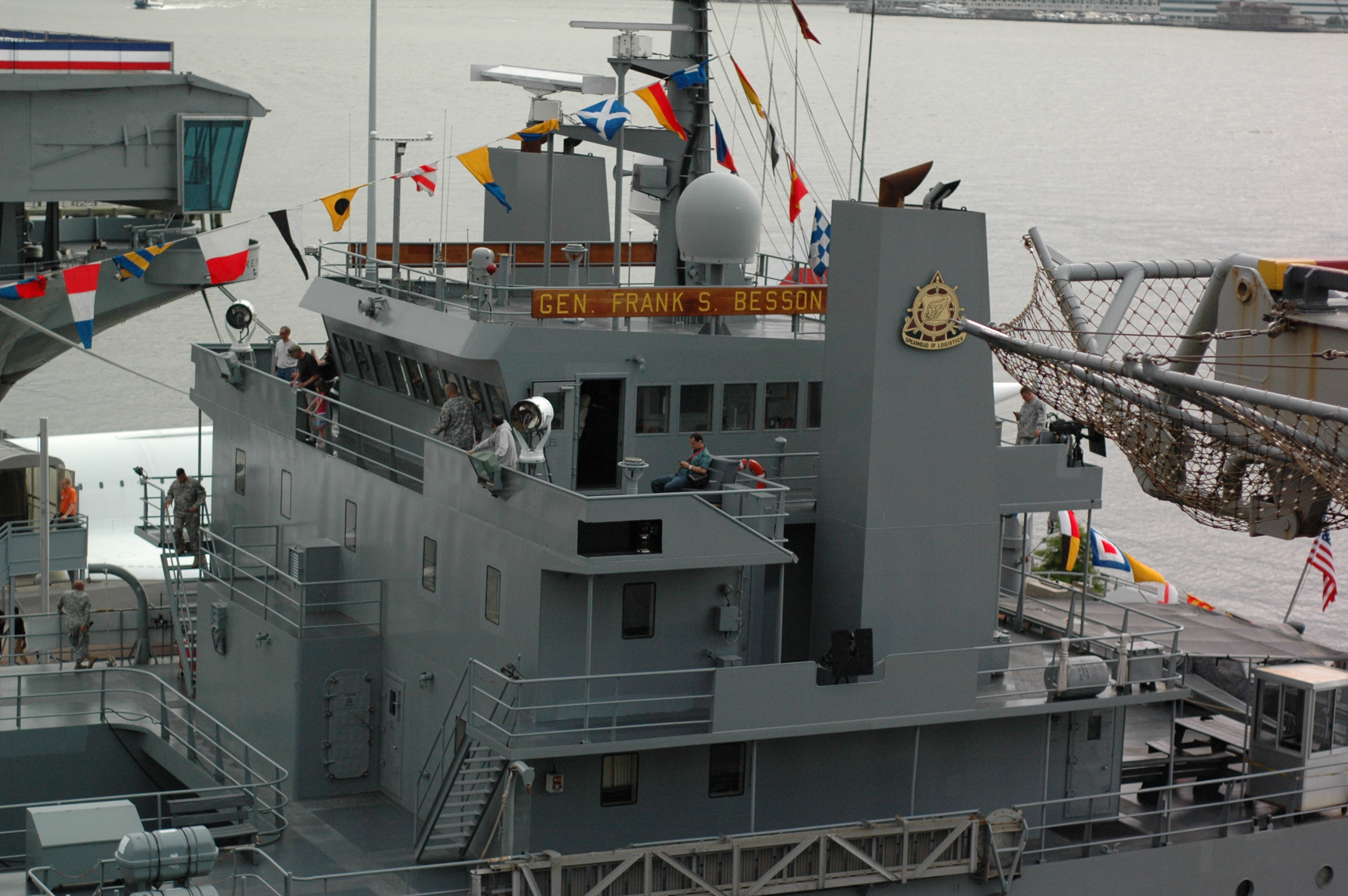
USAV General Frank S. Besson Jr (LSV-1)
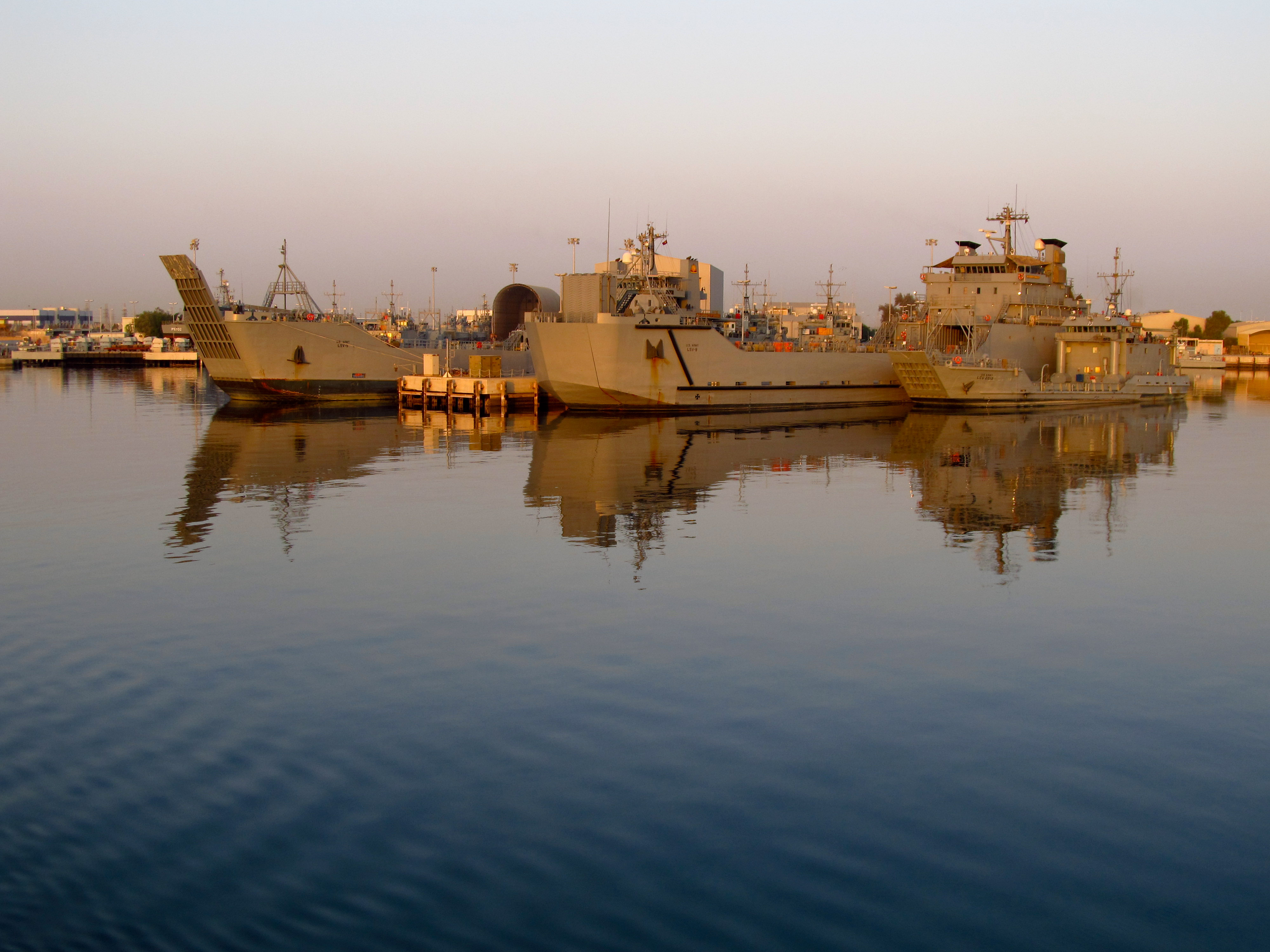
From L to R: USAV MG Charles P. Gross (LSV-5), USAV MG Robert Smalls (LSV-8), and the USAV Churubusco (LCU-2013). Photo was taken while aboard the USAV Five Forks (LCU-2018)
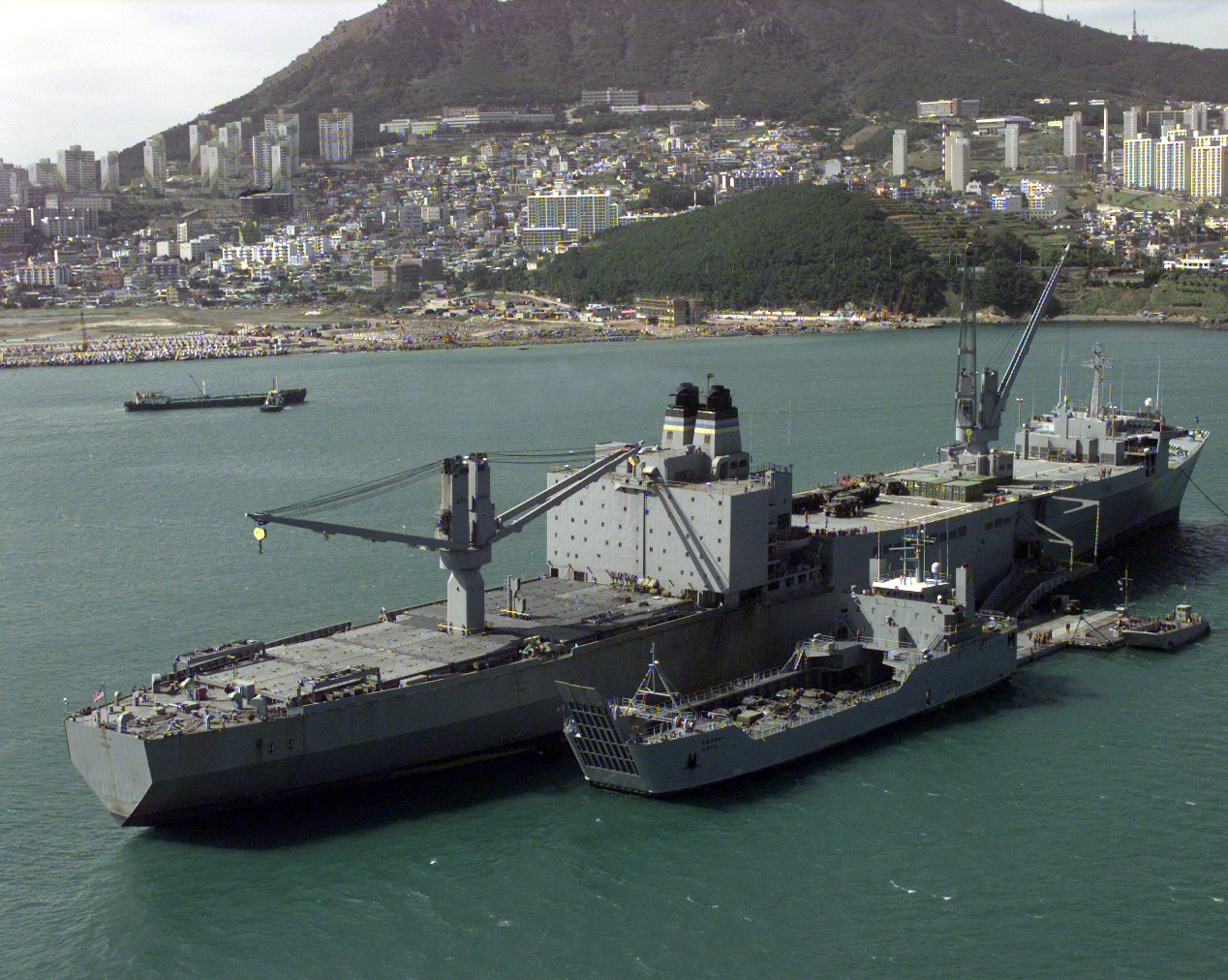
LSV alongside USNS Pollux (T-AKR-290) in the port of Pusan, South Korea. Pollux is loading vehicles onto the LSV which will then transport them to shore.